# Castelo de Grange

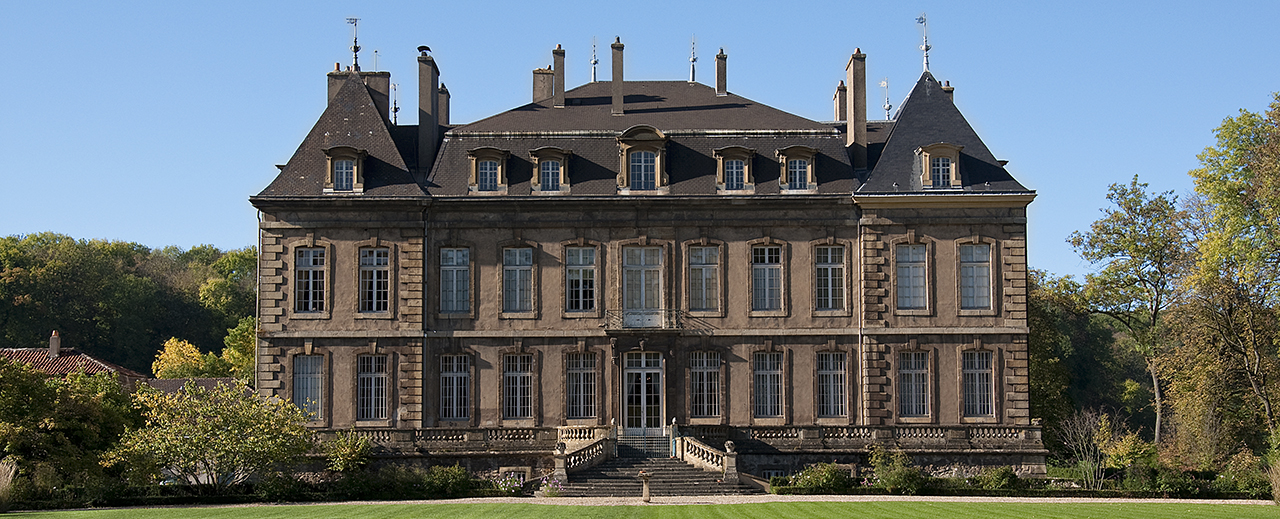
O Château de La Grange em 2010

O Château de La Grange é um castelo histórico em Manom, Moselle, na França . Foi construído no século XVII. Pertenceu a Jean de Bertier de Sauvigny após a Primeira Guerra Mundial. Está listado como um monumento histórico oficial da França desde 28 de fevereiro de 1984.